# Великий Двор (Тихвінський район)
Великий Двор (рос. Большой Двор) — присілок у Тихвінському районі Ленінградської області Російської Федерації.
Населення становить 0 осіб. Належить до муніципального утворення Цвильовське сільське поселення.

## Історія
Населений пункт розташований на історичній Новгородській землі, знищеній Московським царством у 15 столітті.
Згідно із законом від 1 вересня 2004 року № 52-оз належить до муніципального утворення Цвильовське сільське поселення.

## Населення
| 1879 | 1910 | 1928 | 1958 | 1997 | 2002 | 2007 |
| ---- | ---- | ---- | ---- | ---- | ---- | ---- |
| 117  | ↗163 | ↗166 | ↘48  | ↘0   | ↗2   | ↘0   |
| 2010 |      |      |      |      |      |      |
| →0   |      |      |      |      |      |      |